# Eublemma arenostrota
Eublemma arenostrota är en fjärilsart som beskrevs av George Francis Hampson 1916. Eublemma arenostrota ingår i släktet Eublemma och familjen nattflyn. Inga underarter finns listade i Catalogue of Life.